# 巴托昆庫
巴托昆庫（英語：
）是西非國家甘比亞的城鎮，位於西部區南孔博。 根據2013年所做的人口調查數據顯示，居住於巴托昆庫的總人口數量為2,000人。